# الحارة (دوعن)

تعديل مصدري - تعديل

الحارة هي إحدى قرى عزلة صيف بمديرية دوعن التابعة لمحافظة حضرموت، بلغ تعداد سكانها 218 نسمة حسب تعداد اليمن لعام 2004.